# 御友別
御友別（みともわけ、御友別命）または吉備 御友別（きび の みともわけ）は、『日本書紀』等に伝わる古代日本の人物。吉備臣（吉備氏）の遠祖。

## 系譜
『日本三代実録』元慶3年（879年）10月22日条では、吉備武彦命の第二男とする。
また『新撰姓氏録』右京皇別 吉備臣条では、御友別を稚武彦命の孫とする。
| 吉備武彦                       |                                |                                |                                |                                |                                |                                    |                                    |                                    |                                    |                                    |                                    |                                          |                                          |                                          |                                          |                                          |                                          |                                  |                                  |                                  |                                  |                                  |                                  |                                  |                                  |                                  |                                  |                                  |                                  |                                    |                                    |                                    |                                    |                                    |                                    |  |  |  |  |  |  |  |  |  |  |  |  |
|                                |                                |                                |                                |                                |                                |                                    |                                    |                                    |                                    |                                    |                                    |                                          |                                          |                                          |                                          |                                          |                                          |                                  |                                  |                                  |                                  |                                  |                                  |                                  |                                  |                                  |                                  |                                  |                                  |                                    |                                    |                                    |                                    |                                    |                                    |  |  |  |  |  |  |  |  |  |  |  |  |
|                                |                                |                                |                                |                                |                                |                                    |                                    |                                    |                                    |                                    |                                    |                                          |                                          |                                          |                                          |                                          |                                          |                                  |                                  |                                  |                                  |                                  |                                  |                                  |                                  |                                  |                                  |                                  |                                  |                                    |                                    |                                    |                                    |                                    |                                    |  |  |  |  |  |  |  |  |  |  |  |  |
| 浦凝別 ［苑臣祖］ （苑県に封） | 浦凝別 ［苑臣祖］ （苑県に封） | 浦凝別 ［苑臣祖］ （苑県に封） | 浦凝別 ［苑臣祖］ （苑県に封） | 浦凝別 ［苑臣祖］ （苑県に封） | 浦凝別 ［苑臣祖］ （苑県に封） | 御友別 ［吉備臣祖］                | 御友別 ［吉備臣祖］                | 御友別 ［吉備臣祖］                | 御友別 ［吉備臣祖］                | 御友別 ［吉備臣祖］                | 御友別 ［吉備臣祖］                |                                          |                                          |                                          |                                          |                                          |                                          |                                  |                                  |                                  |                                  |                                  |                                  | 鴨別 ［笠臣祖］ （波区芸県に封） | 鴨別 ［笠臣祖］ （波区芸県に封） | 鴨別 ［笠臣祖］ （波区芸県に封） | 鴨別 ［笠臣祖］ （波区芸県に封） | 鴨別 ［笠臣祖］ （波区芸県に封） | 鴨別 ［笠臣祖］ （波区芸県に封） | 兄媛 （応神天皇妃） （織部を賜う） | 兄媛 （応神天皇妃） （織部を賜う） | 兄媛 （応神天皇妃） （織部を賜う） | 兄媛 （応神天皇妃） （織部を賜う） | 兄媛 （応神天皇妃） （織部を賜う） | 兄媛 （応神天皇妃） （織部を賜う） |  |  |  |  |  |  |  |  |  |  |  |  |
| 浦凝別 ［苑臣祖］ （苑県に封） | 浦凝別 ［苑臣祖］ （苑県に封） | 浦凝別 ［苑臣祖］ （苑県に封） | 浦凝別 ［苑臣祖］ （苑県に封） | 浦凝別 ［苑臣祖］ （苑県に封） | 浦凝別 ［苑臣祖］ （苑県に封） | 御友別 ［吉備臣祖］                | 御友別 ［吉備臣祖］                | 御友別 ［吉備臣祖］                | 御友別 ［吉備臣祖］                | 御友別 ［吉備臣祖］                | 御友別 ［吉備臣祖］                |                                          |                                          |                                          |                                          |                                          |                                          |                                  |                                  |                                  |                                  |                                  |                                  | 鴨別 ［笠臣祖］ （波区芸県に封） | 鴨別 ［笠臣祖］ （波区芸県に封） | 鴨別 ［笠臣祖］ （波区芸県に封） | 鴨別 ［笠臣祖］ （波区芸県に封） | 鴨別 ［笠臣祖］ （波区芸県に封） | 鴨別 ［笠臣祖］ （波区芸県に封） | 兄媛 （応神天皇妃） （織部を賜う） | 兄媛 （応神天皇妃） （織部を賜う） | 兄媛 （応神天皇妃） （織部を賜う） | 兄媛 （応神天皇妃） （織部を賜う） | 兄媛 （応神天皇妃） （織部を賜う） | 兄媛 （応神天皇妃） （織部を賜う） |  |  |  |  |  |  |  |  |  |  |  |  |
|                                |                                |                                |                                |                                |                                |                                    |                                    |                                    |                                    |                                    |                                    |                                          |                                          |                                          |                                          |                                          |                                          |                                  |                                  |                                  |                                  |                                  |                                  |                                  |                                  |                                  |                                  |                                  |                                  |                                    |                                    |                                    |                                    |                                    |                                    |  |  |  |  |  |  |  |  |  |  |  |  |
|                                |                                |                                |                                |                                |                                | 稲速別 ［下道臣祖］ （川島県に封） | 稲速別 ［下道臣祖］ （川島県に封） | 稲速別 ［下道臣祖］ （川島県に封） | 稲速別 ［下道臣祖］ （川島県に封） | 稲速別 ［下道臣祖］ （川島県に封） | 稲速別 ［下道臣祖］ （川島県に封） | 仲彦 ［上道臣・香屋臣祖］ （上道県に封） | 仲彦 ［上道臣・香屋臣祖］ （上道県に封） | 仲彦 ［上道臣・香屋臣祖］ （上道県に封） | 仲彦 ［上道臣・香屋臣祖］ （上道県に封） | 仲彦 ［上道臣・香屋臣祖］ （上道県に封） | 仲彦 ［上道臣・香屋臣祖］ （上道県に封） | 弟彦 ［三野臣祖］ （三野県に封） | 弟彦 ［三野臣祖］ （三野県に封） | 弟彦 ［三野臣祖］ （三野県に封） | 弟彦 ［三野臣祖］ （三野県に封） | 弟彦 ［三野臣祖］ （三野県に封） | 弟彦 ［三野臣祖］ （三野県に封） |                                  |                                  |                                  |                                  |                                  |                                  |                                    |                                    |                                    |                                    |                                    |                                    |  |  |  |  |  |  |  |  |  |  |  |  |

## 記録
『日本書紀』応神天皇22年3月14日条では、天皇妃の兄媛（えひめ）を吉備に帰郷させたとあるが、同条ではこの兄媛を吉備臣祖の御友別の妹と記している。
同書応神天皇22年9月6日条では、天皇が吉備の葉田葦守宮（岡山市足守付近か）に行幸した際、御友別は兄弟子孫を膳夫として奉仕させた。その功により、天皇は吉備国を割いて御友別子孫を次のように封じた。
- 長子の稲速別 - 川島県に封ず。下道臣祖。川島県はのちの備中国浅口郡に比定。
- 中子の仲彦 - 上道県に封ず。上道臣祖・ 香屋臣祖。上道県はのちの備前国上道郡に比定。
- 弟彦 - 三野県に封ず。三野臣祖。三野県はのちの備前国御野郡に比定。
- 弟の鴨別 - 波区芸県に封ず。笠臣祖。波区芸県はのちの比定地未詳（笠岡市付近か）。
- 兄の浦凝別 - 苑県に封ず。苑臣祖。苑県はのちの備中国下道郡曾能郷か。
- 兄媛 - 織部を賜う。

そして、こうした縁で彼らの子孫は今も吉備国にいると記している。

## 後裔

### 人物
文献に見える御友別の子孫として、『公卿補任』では吉備真備が九世孫と記されている。
また『日本三代実録』元慶3年（879年）10月22日条によると、播磨の印南野臣の祖の人上（馬養人上/印南野人上）が御友別命十一世孫であったといい、子孫が「笠朝臣」の改賜姓を得ている。

### 氏族
前述のように、『日本書紀』では御友別を吉備臣の祖とする。
また『新撰姓氏録』では、次の氏族が後裔として記載されている。
- 右京皇別 吉備臣 - 稚武彦命孫の御友別命の後。

## 考証
『日本書紀』では上記のように御友別の時の吉備の分封を記すが、『古事記』では仁徳天皇と黒日売（吉備海部直の女）の伝承が見えることもあり、分封伝承の成立は7世紀まで下るとする説もある。
岡山県岡山市の巨大古墳・造山古墳との関連性が検討されている。